# Platycraniellus
Platycraniellus es un género fósil de cinodontes procedente de la zona de recolección de Lystrosaurus en Sudáfrica.